# Schefflera multiramosa
Schefflera multiramosa är en araliaväxtart som beskrevs av Adolph Daniel Edward Elmer. Schefflera multiramosa ingår i släktet Schefflera och familjen araliaväxter. Inga underarter finns listade.